# 110 meter häck för herrar i friidrott vid olympiska sommarspelen 1972
110 meter häck för herrar vid olympiska sommarspelen 1972 i München avgjordes 3-7 september. 

## Medaljörer
| Gren       | Guld            | Guld  | Silver             | Silver | Brons        | Brons |
| 110 m häck | Rod Milburn USA | 13,24 | Guy Drut Frankrike | 13,34  | Tom Hill USA | 13,48 |

## Resultat
- Q innebär avancemang utifrån placering i heatet.
- q innebär avancemang utifrån total placering.
- DNS innebär att personen inte startade.
- DNF innebär att personen inte fullföljde.
- DQ innebär diskvalificering.
- NR innebär nationellt rekord.
- OR innebär olympiskt rekord.
- WR innebär världsrekord.
- WJR innebär världsrekord för juniorer
- AR innebär världsdelsrekord (area record)
- PB innebär personligt rekord.
- SB innebär säsongsbästa.
- w innebär medvind > 2,0 m/s

### Heat
Heat ett
| Placering | Namn                  | Nationalitet | Tid   |
| --------- | --------------------- | ------------ | ----- |
| 1         | Frank Siebeck         | Östtyskland  | 13,83 |
| 2         | Willie Davenport      | USA          | 13.97 |
| 3         | Leszek Wodzyński      | Polen        | 14.03 |
| 4         | Eckart Berkes         | Västtyskland | 14.14 |
| 5         | Adeola Aboyade-Cole   | Nigeria      | 14.16 |
| 6         | Arnaldo Bristol       | Puerto Rico  | 14.61 |
| 7         | Ahmed Ishtiaq Mubarak | Malaysia     | 14.78 |
| 8         | Muhammad Ahmed Bashir | Pakistan     | 15.38 |

Heat två
| Placering | Namn               | Nationalitet    | Tid   |
| --------- | ------------------ | --------------- | ----- |
| 1         | Tom Hill           | USA             | 13,62 |
| 2         | Berwyn Price       | Storbritannien  | 13.94 |
| 3         | Günther Nickel     | Västtyskland    | 13.95 |
| 4         | Mirosław Wodzyński | Polen           | 14.02 |
| 5         | Viktor Mjasnikov   | Sovjetunionen   | 14.13 |
| 6         | Bo Forssander      | Sverige         | 14.56 |
| 7         | Alberto Matos      | Portugal        | 14.74 |
| 8         | Lee Chung-Ping     | Republiken Kina | 14.98 |

Heat tre
| Placering | Namn              | Nationalitet    | Tid   |
| --------- | ----------------- | --------------- | ----- |
| 1         | Rod Milburn       | USA             | 13,57 |
| 2         | Lubomír Nádeníček | Tjeckoslovakien | 13.93 |
| 3         | Rich McDonald     | Kanada          | 14.36 |
| 4         | Danny Smith       | Bahamas         | 14.46 |
| 5         | Jesper Tørring    | Danmark         | 14.50 |
| 6         | Mal Baird         | Australien      | 14.55 |
| 7         | Simbara Maki      | Elfenbenskusten | 14.59 |
| -         | Giuseppe Buttari  | Italien         | DQ    |

Heat fyra
| Placering | Namn                   | Nationalitet   | Tid   |
| --------- | ---------------------- | -------------- | ----- |
| 1         | Marco Acerbi           | Italien        | 13,99 |
| 2         | Marek Jóźwik           | Polen          | 14.06 |
| 3         | Alan Pascoe            | Storbritannien | 14.08 |
| 4         | Abdoulaye Sarr         | Senegal        | 14.12 |
| 5         | Manfred Schumann       | Västtyskland   | 14.13 |
| 6         | Beat Pfister           | Schweiz        | 14.33 |
| 7         | Moreldin Mohamed Hamdi | Sudan          | 15.80 |
| -         | Alejandro Casañas      | Kuba           | DNF   |

Heat fem
| Placering | Namn           | Nationalitet    | Tid   |
| --------- | -------------- | --------------- | ----- |
| 1         | Guy Drut       | Frankrike       | 13,78 |
| 2         | Sergio Liani   | Italien         | 13.95 |
| 3         | Petr Čech      | Tjeckoslovakien | 14.04 |
| 4         | Godfrey Murray | Jamaica         | 14.16 |
| 5         | Loránd Milssin | Ungern          | 14.21 |
| 6         | Dave Wilson    | Storbritannien  | 14.31 |
| 7         | Tony Nelson    | Kanada          | 14.73 |

### Semifinaler
Heat ett
| Placering | Namn               | Nationalitet    | Tid   |
| --------- | ------------------ | --------------- | ----- |
| 1         | Tom Hill           | USA             | 13,47 |
| 2         | Guy Drut           | Frankrike       | 13.49 |
| 3         | Leszek Wodzyński   | Polen           | 13.81 |
| 4         | Petr Čech          | Tjeckoslovakien | 13.82 |
| 5         | Sergio Liani       | Italien         | 13.90 |
| 6         | Rich McDonald      | Kanada          | 14.22 |
| 7         | Berwyn Price       | Storbritannien  | 14.37 |
| 8         | Mirosław Wodzyński | Polen           | 14.63 |

Heat två
| Placering | Namn              | Nationalitet    | Tid   |
| --------- | ----------------- | --------------- | ----- |
| 1         | Rod Milburn       | USA             | 13,44 |
| 2         | Frank Siebeck     | Östtyskland     | 13.58 |
| 3         | Willie Davenport  | USA             | 13.73 |
| 4         | Lubomír Nádeníček | Tjeckoslovakien | 13.89 |
| 5         | Marek Jóźwik      | Polen           | 14.06 |
| 6         | Günther Nickel    | Västtyskland    | 14.23 |
| 7         | Alan Pascoe       | Storbritannien  | 14.24 |
| 8         | Marco Acerbi      | Italien         | 14.45 |

### Final
| Placering | Namn              | Nationalitet    | Tid   | Noteringar |
| --------- | ----------------- | --------------- | ----- | ---------- |
| 1         | Rod Milburn       | USA             | 13,24 | WR         |
| 2         | Guy Drut          | Frankrike       | 13,34 |            |
| 3         | Tom Hill          | USA             | 13,48 |            |
| 4         | Willie Davenport  | USA             | 13,50 |            |
| 5         | Frank Siebeck     | Östtyskland     | 13,71 |            |
| 6         | Leszek Wodzyński  | Polen           | 13,72 |            |
| 7         | Lubomír Nádeníček | Tjeckoslovakien | 13,76 |            |
| 8         | Petr Čech         | Tjeckoslovakien | 13,86 |            |